# Baboen
De baboen of baboenhoedoe (Virola surinamensis) is een boom uit de nootmuskaatfamilie. De boom komt voor in Brazilië, Costa Rica, Ecuador, Frans-Guyana, Panama, Peru, Suriname en Venezuela. De natuurlijke habitat wordt gevormd door subtropische en tropische laaglandbossen en moerassen. De boom wordt bedreigd door ontbossing.
De baboen kan 25–40 meter hoog worden. De bladeren zijn 10–22 cm lang en 2–5 cm breed. De vrucht heeft de vorm van een ellipsoïde, en is 13–21 mm lang en 11–18 mm in doorsnede.
Het hout van de baboen wordt voor verschillende doeleinden gebruikt. Uit het zaad wordt een plantaardige olie gewonnen. De Wayampi gebruiken een stoombad van baboenbladeren tegen malaria.

## Synoniemen
- Myristica surinamensis
- Myristica fatua
- Palala surinamensis
- Virola glaziovii fatua
- Palala surinamensis
- Virola glaziovii

## Lokale namen
- Suriname: baboen, baboenhoedoe
- Engels: baboonwood, wild nutmeg
- Spaans: ucuhuba
- Portugees: ucuúba